# Fatou Sanyang Kinteh
Fatou Sanyang Kinteh (geb. im 20. Jahrhundert) ist eine gambische Politikerin.

## Leben
Sanyang Kinteh besuchte die Gambia High School in Banjul und studierte anschließend am Fourah Bay College in Freetown (Sierra Leone) Soziologie und Geschichte. Sie schloss das Studium mit einem Bachelorabschluss ab.
Nach ihrer Rückkehr nach Gambia arbeitete sie von 1990 bis 1997 bei der Gambia Family Planning Association (GFPA). 1999 ging sie an die Cardiff University und erwarb einen Master in Population and Development.
Kinteh war ab 1997 stellvertretende Direktorin und von 2001 bis 2003 Direktorin des gambischen Women’s Bureau.
Von 2003 bis 2008 koordinierte sie ein Projekt gegen soziale und ökonomische Ausgrenzung des UNDP. Sie arbeitete im Anschluss neun Jahre beim Bevölkerungsfonds der Vereinten Nationen (UNFPA), unter anderem als Nationale Koordinatorin im Kampf gegen Weibliche Genitalverstümmelung.
Mit Wirkung zum 1. März 2019 wurde sie von Präsident Adama Barrow zur Ministerin für Angelegenheiten der Frauen, Kinder und Soziales (Minister for Women Affairs, Children, and Social Welfare) in seinem Kabinett ernannt. Dieses Ministerium wurde zu diesem Zeitpunkt neu zugeschnitten: Sie übernahm die Zuständigkeit für Angelegenheiten der Frauen von Ousainou Darboe, der zuvor gleichzeitig auch Vizepräsident gewesen war. Die Zuständigkeit für das Ressort Soziales lag zuvor beim Gesundheitsministerium unter Isatou Touray. Nach der erfolgreichen Wiederwahl Barrows wurde sie Anfang 2022 im Amt bestätigt.